# Pascual García Peña
Pascual García Peña (San Luis Potosí, 17 de septiembre de 1910 - Ciudad de México, 10 de noviembre de 1977) fue un actor y argumentista mexicano. Tuvo dos hijas, la mayor María de los Ángeles y la menor Rosa María. La madre de esas dos hijas era Rosalía Velasco Peña.

## Biografía
Comenzó su actividad como argumentista en las cintas: Más allá del amor 1944 y Rayando el Sol en 1945. En 1946 interpretó un pequeño papel en Enamorada y con ello inició lo que sería una larga carrera de actor que incluye alrededor de 80 películas, entre las que destacan: Albur de amor en 1947; La mujer del puerto en 1949; La mujer que yo amé (Dir. Tito Davison, 1950); Arrabalera (Dir. Joaquín Pardavé, 1950); El bello durmiente (Dir. Gilberto Martínez Solares, 1952); Los gavilanes (Dir. Vicente Oroná, 1954); El fistol del Diablo (Dir. Fernando Fernández, 1958); La edad de la inocencia (Dir. Tito Davison, 1962) y Los amores de Juan Charrasqueado en 1967.
De manera simultánea a su trabajo como actor, García Peña escribió más de una docena de argumentos para el cine. Los principales son: Mujer (Dir. Chano Urueta, 1946); Vive como sea (Dir. René Cardona, 1950); Vuelva el sábado (Dir. René Cardona, 1951); El último round (Dir. Alejandro Galindo, 1952); Me dicen el consentido (Dir. Carlos Toussaint, 1961) y Seguiré tus pasos (Dir. Alfredo B. Crevenna, 1966).
Existe un anécdota que comentaba el productor don Raúl de Anda que una ocasión tuvo que llamarles la atención fuertemente a los dos actores por tomar en exceso licor y por esa causa se provocaban contratiempos en la producción, les expresó que no quería que tomaran y así sucedió solo unos días, hasta que se las ingeniaron de enterrar las botellas junto a un árbol en donde se sentaban a tomar con popote y en pocas horas ya andaban mal parados y borrachos y fue algo que nadie se explicaba como lo habían logrado porque estaban bien vigilados por todos hasta que les descubrieron el escondite, comentaba Don Raúl que los dos eran muy queridos por la razón que se les perdonaban muchas cosas.